# Джон Стюарт из Минто
Джон Стюарт из Минто (англ. John Stewart of Minto; 1525 — 1583) — шотландский аристократ и политический деятель, прадед Фрэнсис Терезы Стюарт.

## Биография
Джон Стюарт из Минто был сыном сэра Роберта Стюарта из Минто и его жены Джанет Мюррей; его отец был владельцем земель в Минто и ректором (главой города) Глазго в 1526—1536 годах.
8 февраля 1562 года королева Мария I посвятила его в рыцари.
С 1565 по 1573 годы Джон Стюарт был ректором Глазго, в качестве которого в 1569 году из-за недостатка финансовых средств был вынужден тратить личные финансы и средства друзей, а также часть церковных доходов на содержание замка, а также на ряд других дел. Через четыре года, в 1573 году город и замок были переданы сэру Роберту Бойду.
Скончался в 1583 году в возрасте 57/58 лет, похоронен в Кафедральном соборе Глазго.

## Семья и потомство
Его первой женой была Джоанна Хепберн, у пары был единственный сын:
- Мэттью Стюарт из Минто[англ.] (ок. 1545 – ок. 1612) был ректором Глазго (1581—1582, 1588—1589, 1594—1597, 1599);

Во браке со второй женой Маргарет Стюарт было 5 детей (1 сын и 4 дочери), среди них был Уолтер Стюарт, 1-й лорд Блантайр (ум. 1617), аристократ и влиятельный политик в Шотландии.
Среди потомков наиболее известна его правнучка Фрэнсис Тереза Стюарт (1647—1702), ставшая фавориткой короля Карла II.